# 26cm minomet M 17

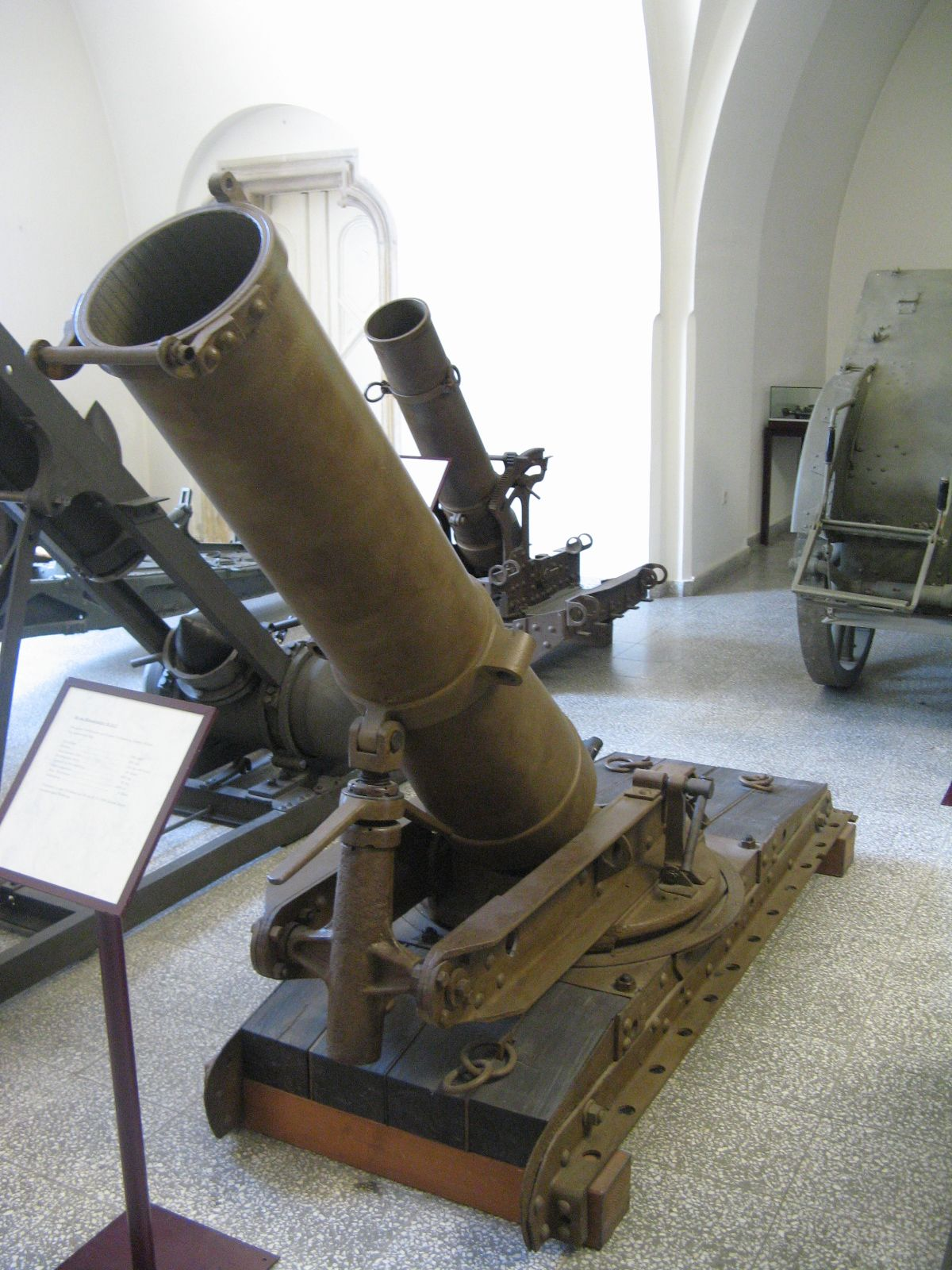
26cm minomet M 17

26cm minomet M 17 byl těžký minomet používaný rakousko-uherskou armádou v první světové válce. Byl vyráběn ve třech rakousko-uherských podnicích: Škoda Plzeň, Böhler a Hungarian Gun Factory. Pro přepravu se dal rozložit na čtyři díly. První dodávky pro armádu byly zahájeny v březnu roku 1918.
Meziválečná Československá armáda měla ve výzbroji 25 kusů těchto zbraní.

## Technické údaje
- Počet vyrobených kusů: 300
- Obsluha: 6 mužů
- Hmotnost: 1550 kg
- Hmotnost náboje: 83 kg
- Ráže:	260 mm
- Odměr: 34 ° až 80 °
- Náměr: 0 °
- Maximální rozsah: 1450 m